# H (lettre)
Pour les articles homonymes, voir H.
Cette page contient des caractères spéciaux ou non latins. S’ils s’affichent mal (▯, ?, etc.), consultez la page d’aide Unicode.
H est la huitième lettre et la 6e consonne de l'alphabet latin.

## Histoire
|                                |             |          |            | Roman B |
| Proto-sémitique                | H phénicien | Êta grec | H étrusque | H latin |
| Évolution probable du graphème |             |          |            |         |

La lettre sémitique ח (khêt) représentait probablement la consonne fricative pharyngale sourde /ħ/. La forme du caractère représente sans doute une clôture. Le H de l'alphabet grec primitif représentait la consonne fricative glottale sourde /h/, mais plus tard cette lettre devint êta (Η, η), une voyelle longue, /ɛː/. En grec moderne ce phonème a fusionné avec /i/.
L'étrusque et le latin possédaient le phonème /h/, mais toutes les langues romanes, à l’exception du roumain et du gascon, ont perdu ce son.

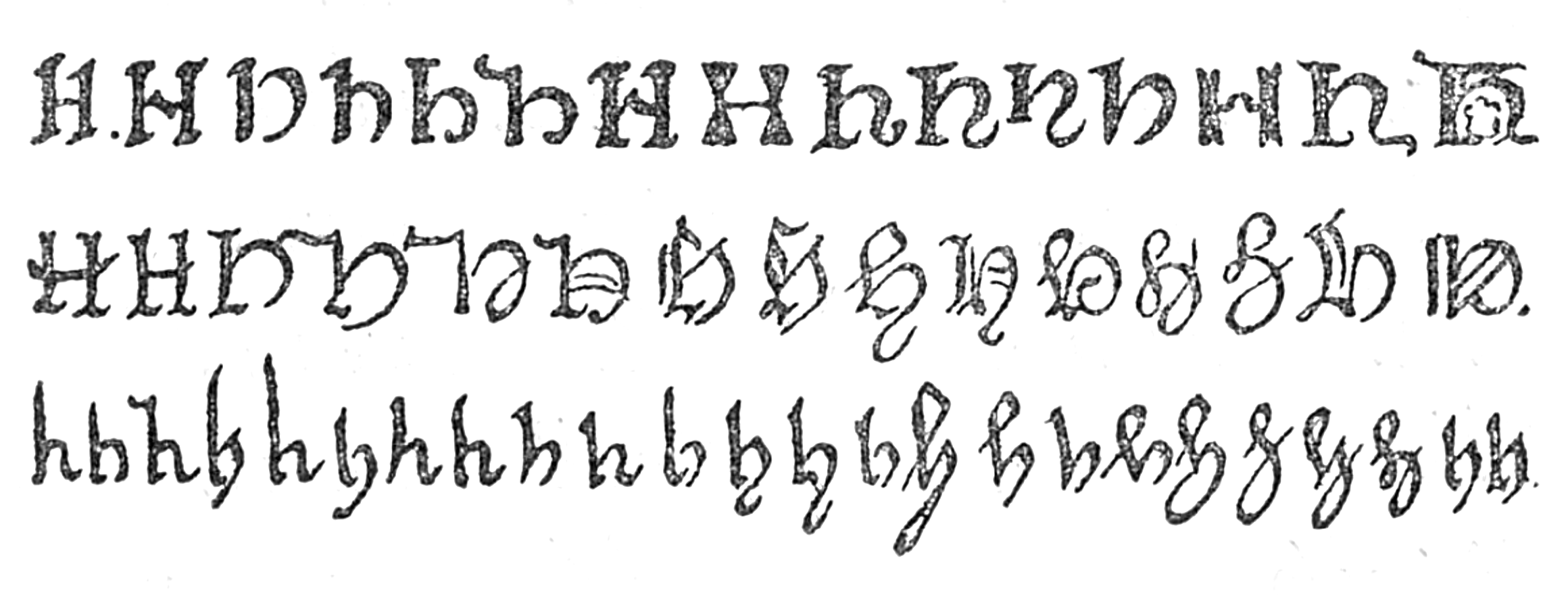
Formes majuscules et minuscules manuscrites de la lettre H dans le Dictionnaire des abréviations latines et française d’Alphonse Chassant.

## Usage enfrançais
H est un nom féminin quand on prononce cette lettre ache et masculin quand on la prononce he. Toutefois, en France, ache semble être la prononciation la plus en usage et une écrasante majorité de la population considère ce nom ainsi prononcé comme masculin, la plupart des dictionnaires faisant peu à peu de même, sauf le Littré[réf. nécessaire]. Remarque : il en est ainsi pour les lettres F, H, L, M, N, R, et S.
En français, h peut être muet ou aspiré ; son type dépend de son étymologie. Le h muet ne représente pas un son. Le h aspiré représente un coup de glotte[réf. nécessaire]. Le h aspiré ne se trouve qu'au début d'un mot et empêche la liaison et l'élision. Le h muet n'a quant à lui aucune valeur phonétique.
Le h sert également à fabriquer certains digrammes, comme ch (pour ʃ ou k) et ph (pour f).

## ʰ
La forme en exposant du h ‹ ʰ › est utilisée comme symbole phonétique de l’alphabet phonétique international pour l’aspiration mais aussi comme lettre dans l’écriture du ventureño, du barbareño, du wintu, de l’ineseño, du miwok du lac, de l’obispeño, et de l’assiniboine.

## Codage

### Informatique
| Lettre                   | H                        | H                        | h                         | h                         |
| ------------------------ | ------------------------ | ------------------------ | ------------------------- | ------------------------- |
| Nom Unicode              | Lettre capitale latine H | Lettre capitale latine H | Lettre minuscule latine H | Lettre minuscule latine H |
| Encodage                 | décimal                  | hexadécimal              | décimal                   | hexadécimal               |
| ASCII, ISO 8859, Unicode | 72                       | 48                       | 104                       | 68                        |
| EBCDIC                   | 200                      | C8                       | 136                       | 88                        |

### Radio
Ɥ h
- Épellation alphabet radio
  - international : Hotel
  - allemand : Heinrich
- En alphabet morse, la lettre H vaut « ···· »

### Autres
| Signalisation | Signalisation | Langue des signes | Langue des signes | Écriture Braille |
| Pavillon      | Sémaphore     | française         | québécoise        | Écriture Braille |
| ------------- | ------------- | ----------------- | ----------------- | ---------------- |
|               |               |                   |                   |                  |